# Garra gracilis
Garra gracilis är en fiskart som först beskrevs av Pellegrin och Chevey, 1936.  Garra gracilis ingår i släktet Garra och familjen karpfiskar. IUCN kategoriserar arten globalt som otillräckligt studerad. Inga underarter finns listade i Catalogue of Life.